# Rudolf-Christian Henning
Rudolf-Christian Henning, auch Christian Henning, (* 1959) ist ein deutscher evangelischer Theologe.
Christian Henning studierte Evangelische Theologie, Musikwissenschaft und Philosophie an den Universitäten München, Erlangen und Wien. 1991 wurde er in München promoviert, 1998 erfolgte die Habilitation für Systematische Theologie in Erlangen. Er ist hauptberuflich als Pfarrer im Schuldienst am Markgraf-Georg-Friedrich-Gymnasium in Kulmbach tätig und seit 2005 außerplanmäßiger Professor am Fachbereich Theologie der Universität Erlangen-Nürnberg.
Seine Forschungsschwerpunkte bilden Pneumatologie, Religionspsychologie und
Religionssoziologie.

## Veröffentlichungen (Auswahl)
Als Autor:
- Der Faden der Ariadne. Eine theologische Studie zu Adorno. Lang, Frankfurt am Main 1993, ISBN 3-631-46040-6 (Dissertation).
- Die evangelische Lehre vom Heiligen Geist und seiner Person. Studien zur Architektur protestantischer Pneumatologie im 20. Jahrhundert. Kaiser, Gütersloher Verlags-Haus, Gütersloh 2000, ISBN 3-579-02639-9 (Habilitationsschrift).

Als Herausgeber:
- mit Karsten Lehmkühler: Systematische Theologie der Gegenwart in Selbstdarstellungen. Mohr Siebeck, Tübingen 1998, ISBN 3-16-146990-9.
- mit Erich Nestler: Religion und Religiosität zwischen Theologie und Psychologie. Bad Boller Beiträge zur Religionspsychologie. Lang, Frankfurt am Main 1998, ISBN 3-631-33075-8.
- mit Erich Nestler: Religionspsychologie heute. Lang, Frankfurt am Main 2000, ISBN 3-631-35981-0.
- mit Erich Nestler: Konversion. Zur Aktualität eines Jahrhundertthemas. Lang, Frankfurt am Main 2002, ISBN 3-631-50656-2.
- mit Erich Nestler und Sebastian Murken: Einführung in die Religionspsychologie. Schöningh, Paderborn 2003, ISBN 3-506-99011-X.
- mit Jacob van Belzen: Verrückt nach Gott. Zum Umgang mit außergewöhnlichen Phänomenen in Psychologie, Psychotherapie und Theologie. Schöningh, Paderborn 2007, ISBN 978-3-506-75728-9.